# Margaret F. Delisle
Pour les articles homonymes, voir Delisle.
Margaret F. Delisle (née Margaret Fortier le 4 juillet 1946 à Québec) est une femme politique québécoise (canadienne) ; elle a été députée à l'Assemblée nationale du Québec, représentant la circonscription de Jean-Talon de l'élection générale québécoise de 1994 à 2007 sous la bannière du Parti libéral du Québec. Elle a été également Ministre déléguée à la Protection de la jeunesse et à la Réadaptation. 

## Biographie
Elle est née le 4 juillet 1946 à Québec, fille de Wenceslas Fortier et de Theresa Martin, et sœur aînée de l'avocat, homme d'affaires et homme politique fédéral Michael Fortier, (né en 1962). En carrière dans l'enseignement, elle devient en 1982 conseillère municipale à l'ancienne ville de Sillery (maintenant incluse dans Québec) avant d'en devenir mairesse en 1985. Elle le demeurera jusqu'en 1994 alors qu'elle fait le saut en politique provinciale pour le Parti libéral.  Elle est alors élue députée par 25 voix, puis réélue en 1998 par 157 voix et finalement en 2003 par 3500 voix.
Parmi ses principales réalisations, on compte les modifications à la Loi sur la protection de la jeunesse afin d'offrir des milieux de vie stables aux enfants confiés à la protection de la Direction de la protection de la jeunesse (DPJ).
Atteinte de polyarthrite rhumatoïde, elle annonce le 9 février 2007 qu'elle ne sera pas candidate dans Jean-Talon aux prochaines élections provinciales. Le 20 mai 2009, elle est nommée membre et présidente du conseil d'administration du Musée de la civilisation.

## Distinctions et prix
Elle est récipiendaire, en 2005, de la Médaille de l'Assemblée nationale.